# Jeppe M. Jeppesen
Jeppe Myron Jeppesen (* 25. März 1944; † 19. Februar 2009) war ein dänischer Kameramann.

## Leben
Jeppe M. Jeppesen arbeitete nach dem Schulabschluss als Kabelträger und Kameraassistent bei Danmarks Radio. Von 1966 bis 1968 absolvierte er seine Ausbildung an der Dänischen Filmschule; anschließend kam er als Second-Unit-Kameramann zu Nordisk Film. 1968 wurde er (gemeinsam mit Claus Loof) im Alter von nur 24 Jahren zum hauptverantwortlichen Kameramann des Films Die Olsenbande, da sich große Teile von Erik Ballings üblicher Filmcrew gerade bei einem anderen Filmprojekt in Marokko aufhielten. Neben einigen weiteren Spielfilmen drehte er zahlreiche Dokumentarfilme sowie in den 1990er Jahren mehrere Weihnachtsserien des dänischen Fernsehens.

## Filmografie
- 1966: Bilen (Kurzfilm)
- 1966: Den forsvundne løve (Kurzfilm)
- 1967: Astrid Henning-Jensen (Dokumentation)
- 1967: Tag en rask beslutning (Kurzfilm)
- 1967: Bevægelsen (Kurzfilm)
- 1967: 1000 fryd (Kurzfilm)
- 1967: Brevet (Kurzfilm)
- 1968: Episoder (Kurzfilm)
- 1968: Die Olsenbande (Olsen-banden)
- 1968: I den grønne skov (Kameraassistenz)
- 1969: Sejlads (Dokumentation)
- 1969: Die Olsenbande in der Klemme (Olsen-banden på spanden; Kameraassistenz)
- 1969: Balladen om Carl-Henning
- 1970: Oh, diese Mieter (Huset på Christianshavn; Fernsehserie)
- 1970: Kaláliuvit? (Dokumentation)
- 1970: Forbi-fordi (Dokumentation)
- 1970: Havnen i Hanstholm (Dokumentation)
- 1970: Ven med vilde dyr (Dokumentation)
- 1970: Løgneren
- 1971: Døden er et biprodukt (Dokumentation)
- 1973: Askepot (Fernsehfilm)
- 1973: Stockcar (Fernsehfilm)
- 1974: Landsbyen – om et kasteløst samfund (Dokumentation)
- 1974: Bonden – om en kollektiv familie på landet (Dokumentation)
- 1974: Familien – om bolig- og levevilkår i Bombay (Dokumentation)
- 1974: The Hottest Show in Town
- 1975: Syg og munter (Fernsehfilm)
- 1975: Arbejdsløs (Dokumentation)
- 1975: Franck og Hertz' experiment (Dokumentation)
- 1976: Die Olsenbande sieht rot (Olsen-banden ser rødt; ergänzende Aufnahmen)
- 1977: Die Olsenbande schlägt wieder zu (Olsen-banden deruda’; ergänzende Aufnahmen)
- 1978: Frikendt (Kurzfilm)
- 1978: Die Olsenbande steigt aufs Dach (Olsen-banden går i krig)
- 1980: Lille Virgil og Orla Frøsnapper
- 1981: Historien om Kim Skov
- 1982: Ny dansk energi (Dokumentation)
- 1983: Frihedens klokke – en film om N.F.S. Grundtvig (Dokumentation)
- 1985: De 5. verdenslege for spastisk lammede (Dokumentation)
- 1987: Danish Music at the Louisiana (Dokumentation)
- 1992: Hikke-Hans – et eventyr i 4 dele (Kurzfilm)
- 1992: Ich bin's, Jasper (Det skaldede spøgelse)
- 1994: Alletiders jul (Fernsehserie)
- 1995: Alletiders nisse (Fernsehserie; Kameraassistenz)
- 1995: Juletestamentet (Fernsehserie)
- 1996: Lindknud – en landsby
- 1997: Alletiders julemand (Fernsehserie; Kameraassistenz)
- 2000: Jul på Kronborg (Fernsehserie)
- 2002: Hvor svært kan det være (Fernsehserie)